# Шаньсянь
Шанься́нь (кит. упр. 单县, пиньинь Shàn xiàn) — уезд городского округа Хэцзэ провинции Шаньдун (КНР). Уезд назван по фамилии жившего здесь в древности мудреца Шань Цзюаня (Шань Фу).

## История
В древности в этих местах проживал мудрец Шань Цзюань (Шань Фу), у которого консультировались императоры Яо и Шунь.
Когда Китай впервые оказался объединён в единое государство в составе империи Цинь, здесь был образован уезд Шаньфу (单父县). Затем эти места трижды были удельным владением и один раз — княжеством. При империи Суй был вновь создан уезд Шаньфу.
При империи Мин в 1368 году уезд Шаньфу был расформирован, а территория подчинена напрямую властям области Шаньчжоу (单州). В том же году область была понижена в статусе до уезда — так появился уезд Шаньсянь.
В августе 1949 года была создана провинция Пинъюань, в составе которой был образован Специальный район Хуси (湖西专区); уезд Шаньсянь оказался в состав специального района Хуси. В ноябре 1952 года провинция Пинъюань была расформирована, и Специальный район Хуси был передан в состав провинции Шаньдун. В марте 1953 года Специальный район Хуси был расформирован, и уезд перешёл в состав Специального района Хэцзэ. В 1956 году был расформирован уезд Фучэн, территория которого была разделена между уездами Цаосянь и Шаньсянь. В ноябре 1958 года Специальный район Хэцзэ был присоединён к Специальному району Цзинин (济宁专区), но в июне 1959 года был восстановлен в прежнем составе. В марте 1967 года Специальный район Хэцзэ был переименован в Округ Хэцзэ (菏泽地区).
Постановлением Госсовета КНР от 23 июня 2000 года были расформированы Округ Хэцзэ и город Хэцзэ, а вместо них с 8 января 2001 года был образован Городской округ Хэцзэ.

## Административное деление
Уезд делится на 4 уличных комитета, 16 посёлков и 2 волости.